# Prétot-Vicquemare
Prétot-Vicquemare ist eine französische Gemeinde mit 229 Einwohnern (Stand: 1. Januar 2022) im Département Seine-Maritime in der Region Normandie. Die Gemeinde gehört zum Arrondissement Rouen und zum Kanton Yvetot. Die Bewohner werden Prétotais und Prétotaises genannt.

## Geografie
Prétot-Vicquemare liegt im Zentrum des Départements, etwa 36 Kilometer nordnordwestlich von Rouen im Pays de Caux. Umgeben wird Prétot-Vicquemare von den Nachbargemeinden Bénesville im Norden und Nordwesten, Reuville im Osten und Nordosten, Saint-Laurent-en-Caux im Osten, Boudeville im Südosten, Berville-en-Caux im Süden sowie Étalleville im Westen.

## Bevölkerungsentwicklung

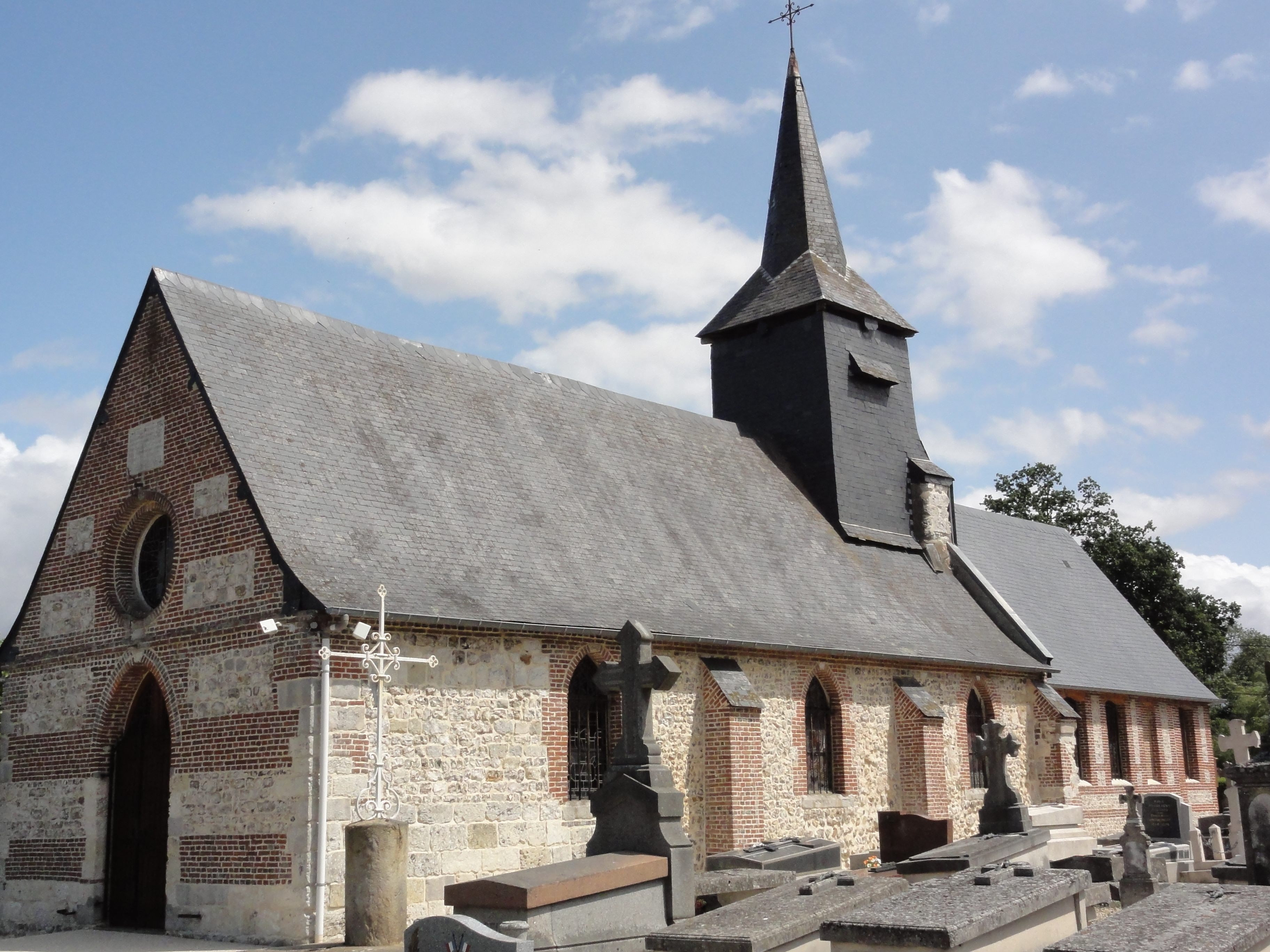
Pfarrkirche Saint-Pierre

| Jahr                       | 1962 | 1968 | 1975 | 1982 | 1990 | 1999 | 2006 | 2013 | 2020 |
| Einwohner                  | 126  | 110  | 105  | 126  | 125  | 134  | 141  | 190  | 234  |
| Quellen: Cassini und INSEE |      |      |      |      |      |      |      |      |      |

## Sehenswürdigkeiten
- Pfarrkirche Saint-Pierre, im 12. Jahrhundert errichtet und im 18. Jahrhundert umfangreich umgestaltet
- Kapelle Notre-Dame aus dem 17. Jahrhundert
- Ruinen der Turmhügelburgen aus dem 10. oder 11. Jahrhundert
- Herrenhaus in Vicquemare, vermutlich aus dem 13. Jahrhundert, im 17. Jahrhundert umfangreich umgestaltet

## Persönlichkeiten
- Bourvil (eigentlich André Robert Raimbourg, 1917–1970), französischer Schauspieler und Chansonnier, geboren in Prétot-Vicquemare